# 鍋島清久
鍋島 清久（なべしま きよひさ）は、戦国時代の武将。龍造寺氏の家臣。鍋島直茂の祖父。鍋島氏4代当主。

## 略歴
鍋島氏は元は肥前国の在地の小土豪。
延徳2年（1490年）、鍋島経房（初名：清直）の子として誕生。父・経房は龍造寺氏の主君・少弐氏の出身で母方の鍋島氏を継承していた。
享禄3年（1530年）、龍造寺家兼が大内義隆と戦った際（田手畷の戦い）、家兼に協力して赤熊の面をかぶって大活躍したという。これにより清久はその実力を認められる事になり、鍋島氏は龍造寺氏の家臣となった。
天文13年（1544年）、死去。